# 경관직
경관직(京官職)은 한국과 중국, 일본에서 사용하던 관직이다.
한국에서는 조선 시대에 사용되었으며, 《경국대전》에 따르면 동반 741, 서반 3,324로 합계 4,065 직과(職窠)가 수록되어 있다. 